# Алт-Ампурда
Алт-Ампурда́ — район (кумарка) Каталонії (кат. Alt Empordà). Столиця району — м. Фігерас (кат. Figueres). Район відомий тим, що у м. Фігерасі жив Сальвадор Далі, а також Пеп Бантура (кат. Pep Ventura), каталонський композитор XIX ст., який реформував сардану.

## Фото

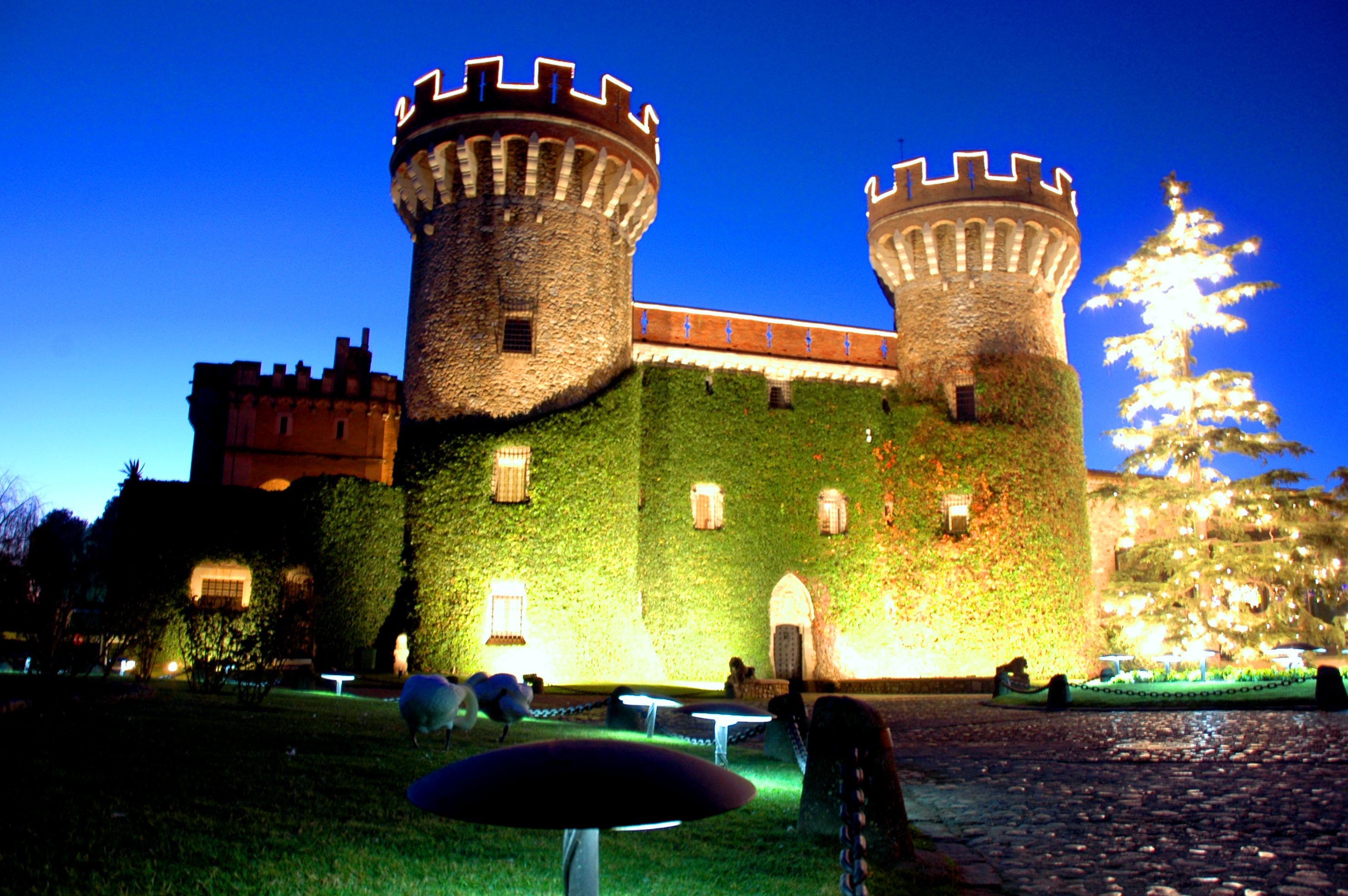
Замок у м. Паралаза
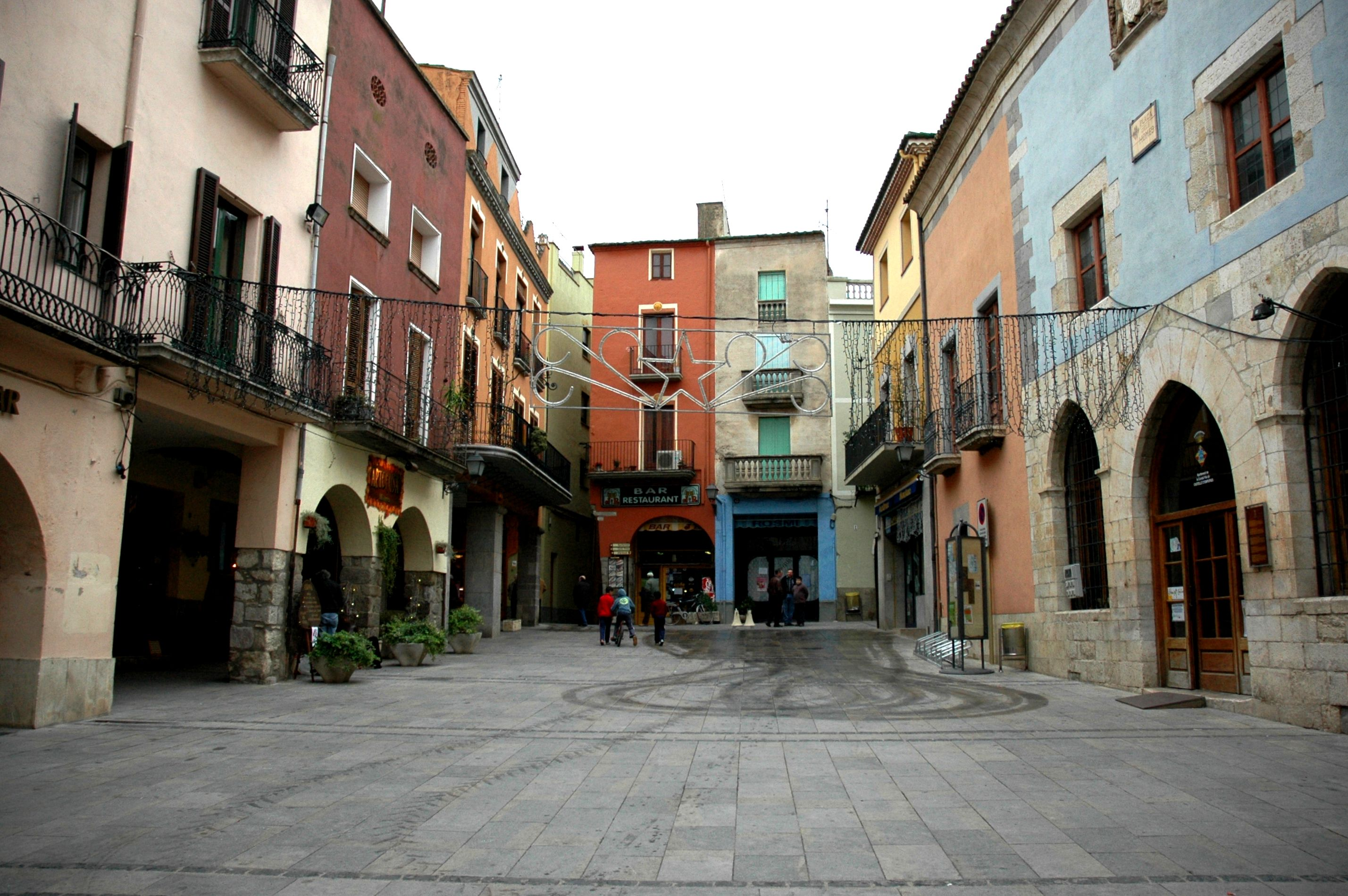
Подвір'я у м. Кастальо-д'Ампуріас

## Демографічні дані
| 1497 f | 1515 f | 1553 f | 1717   | 1787   | 1857   | 1877   | 1887   | 1900   | 1910   |
| ------ | ------ | ------ | ------ | ------ | ------ | ------ | ------ | ------ | ------ |
| 2.837  | 1.232  | 3.114  | 19.869 | 43.747 | 74.231 | 75.213 | 72.549 | 66.810 | 70.509 |

| 1920   | 1930   | 1940   | 1950   | 1960   | 1970   | 1981   | 1990   | 1992   | 1994   |
| ------ | ------ | ------ | ------ | ------ | ------ | ------ | ------ | ------ | ------ |
| 70.269 | 66.464 | 63.892 | 63.643 | 63.725 | 72.111 | 81.852 | 92.890 | 91.329 | 95.554 |

| 1996   | 1998   | 2000    | 2002    | 2004    | 2006    | 2008 | 2010 | 2012 | 2014 |
| ------ | ------ | ------- | ------- | ------- | ------- | ---- | ---- | ---- | ---- |
| 93.172 | 95.871 | 101.028 | 106.840 | 112.439 | 123.983 | -    | -    | -    | -    |

## Муніципалітети
- Абіньюнет-да-Пучбантос (кат. Avinyonet de Puigventós) — населення 1.361 особа;
- Агуляна (кат. Agullana) — населення 753 особи;
- Ал-Порт-да-ла-Селба (кат. Port de la Selva, el) — населення 947 осіб;
- Ал-Фа-д'Ампурда (кат. Far d'Empordà, el) — населення 510 осіб;
- Албанья (кат. Albanyà) — населення 137 осіб;
- Асполя (кат. Espolla) — населення 404 особи;
- Баскара (кат. Bàscara) — населення 915 осіб;
- Бантальйо (кат. Ventalló) — населення 725 осіб;
- Білабартран (кат. Vilabertran) — населення 844 осіб;
- Біладамат (кат. Viladamat) — населення 440 осіб;
- Білажуїга (кат. Vilajuïga) — населення 1.117 осіб;
- Біламакулум (кат. Vilamacolum) — населення 293 особи;
- Біламаля (кат. Vilamalla) — населення 1.106 осіб;
- Біламаніскла (кат. Vilamaniscle) — населення 172 особи;
- Біланан (кат. Vilanant) — населення 328 осіб;
- Біла-сакра (кат. Vila-sacra) — населення 508 осіб;
- Білаур (кат. Vilaür) — населення 142 особи;
- Білафан (кат. Vilafant) — населення 5.193 особи;
- Біура (кат. Biure) — населення 245 осіб;
- Буаделя-і-лас-Аскаулас (кат. Boadella i les Escaules) — населення 228 осіб;
- Бурраса (кат. Borrassà) — населення 613 осіб;
- Ґаррігас (кат. Garrigàs) — населення 355 осіб;
- Ґаррігеля (кат. Garriguella) — населення 795 осіб;
- Дарніус (кат. Darnius) — населення 537 осіб;
- Кабанас (кат. Cabanes) — населення 916 осіб;
- Кабанеляс (кат. Cabanelles) — населення 242 особи;
- Кадакес (кат. Cadaqués) — населення 2.806 осіб;
- Кантальопс (кат. Cantallops) — населення 295 осіб;
- Капмань (кат. Capmany) — населення 518 осіб;
- Кастальо-д'Ампуріас (кат. Castelló d'Empúries) — населення 10.629 осіб;
- Кулера (кат. Colera) — населення 592 особи;
- Ла-Бажол (кат. Vajol, la) — населення 109 осіб;
- Ла-Жункера (кат. Jonquera, la) — населення 3.075 осіб;
- Ла-Селба-да-Мар (кат. Selva de Mar, la) — населення 216 осіб;
- л'Армантера (кат. Armentera, l') — населення 783 особи;
- л'Аскала (кат. Escala, l') — населення 9.330 осіб;
- Льєс (кат. Llers) — населення 1.144 осіб;
- Льядо (кат. Lladó) — населення 605 осіб;
- Лянса (кат. Llançà) — населення 4.862 особи;
- Мазарак (кат. Masarac) — населення 269 осіб;
- Масанет-да-Кабреньш (кат. Maçanet de Cabrenys) — населення 722 особи;
- Мульєт-да-Паралаза (кат. Mollet de Peralada) — населення 174 особи;
- Набата (кат. Navata) — населення 1.023 особи;
- Падрет-і-Марза (кат. Pedret i Marzà) — населення 172 особи;
- Палау-да-Санта-Аулаліа (кат. Palau de Santa Eulàlia) — населення 95 осіб;
- Палау-сабардера (кат. Palau-saverdera) — населення 1.300 осіб;
- Паралаза (кат. Peralada) — населення 1.693 особи;
- Пау (кат. Pau) — населення 568 осіб;
- Пон-да-Мулінс (кат. Pont de Molins) — населення 440 осіб;
- Порбоу (кат. Portbou) — населення 1.307 осіб;
- Пунтос (кат. Pontós) — населення 201 особа;
- Рабос (кат. Rabós) — населення 182 особи;
- Ріумос (кат. Riumors) — населення 189 осіб;
- Розас (кат. Roses) — населення 18.139 осіб;
- Сан-Клімен-Сассебас (кат. Sant Climent Sescebes) — населення 503 особи;
- Сан-Люренс-да-ла-Муга (кат. Sant Llorenç de la Muga) — населення 215 осіб;
- Сан-Мікел-да-Флубіа (кат. Sant Miquel de Fluvià) — населення 710 осіб;
- Сан-Морі (кат. Sant Mori) — населення 163 особи;
- Сан-Пера-Пасказо (кат. Sant Pere Pescador) — населення 1.878 осіб;
- Санта-Люгая-д'Алґама (кат. Santa Llogaia d'Àlguema) — населення 310 осіб;
- Саус, Камальєрра і Лямпаяс (кат. Saus, Camallera i Llampaies) — населення 760 осіб;
- Сістеля (кат. Cistella) — населення 242 особи;
- Сіурана (кат. Siurana) — населення 205 осіб;
- Таррадас (кат. Terrades) — населення 266 осіб;
- Турруеля-да-Флубіа (кат. Torroella de Fluvià) — населення 556 осіб;
- Урдіс (кат. Ordis) — населення 366 осіб;
- Фігерас (кат. Figueres) — населення 41.115 осіб;
- Фуртіа (кат. Fortià) — населення 605 осіб.